# 亞洲國際博彩博覽會
亞洲國際博彩博覽會（英文：Global Gaming Expo Asia）為每年一度的展覽會，以博彩為主題。

## 歷史
2013年5月22日至24日，亞洲國際博彩博覽會假澳門威尼斯人會議展覽中心舉行，此屆雲集了逾130名來自世界各地的參展商，其中以泵波拿機及角子老虎機最為受到注目。